# 黎進稔
黎進稔（1899年4月22日—？），越南政治人物，曾任越南國司法部長。

## 生平
1899年4月22日，黎進稔出生於交趾支那高嶺。
黎進稔畢業於河內法政學校。

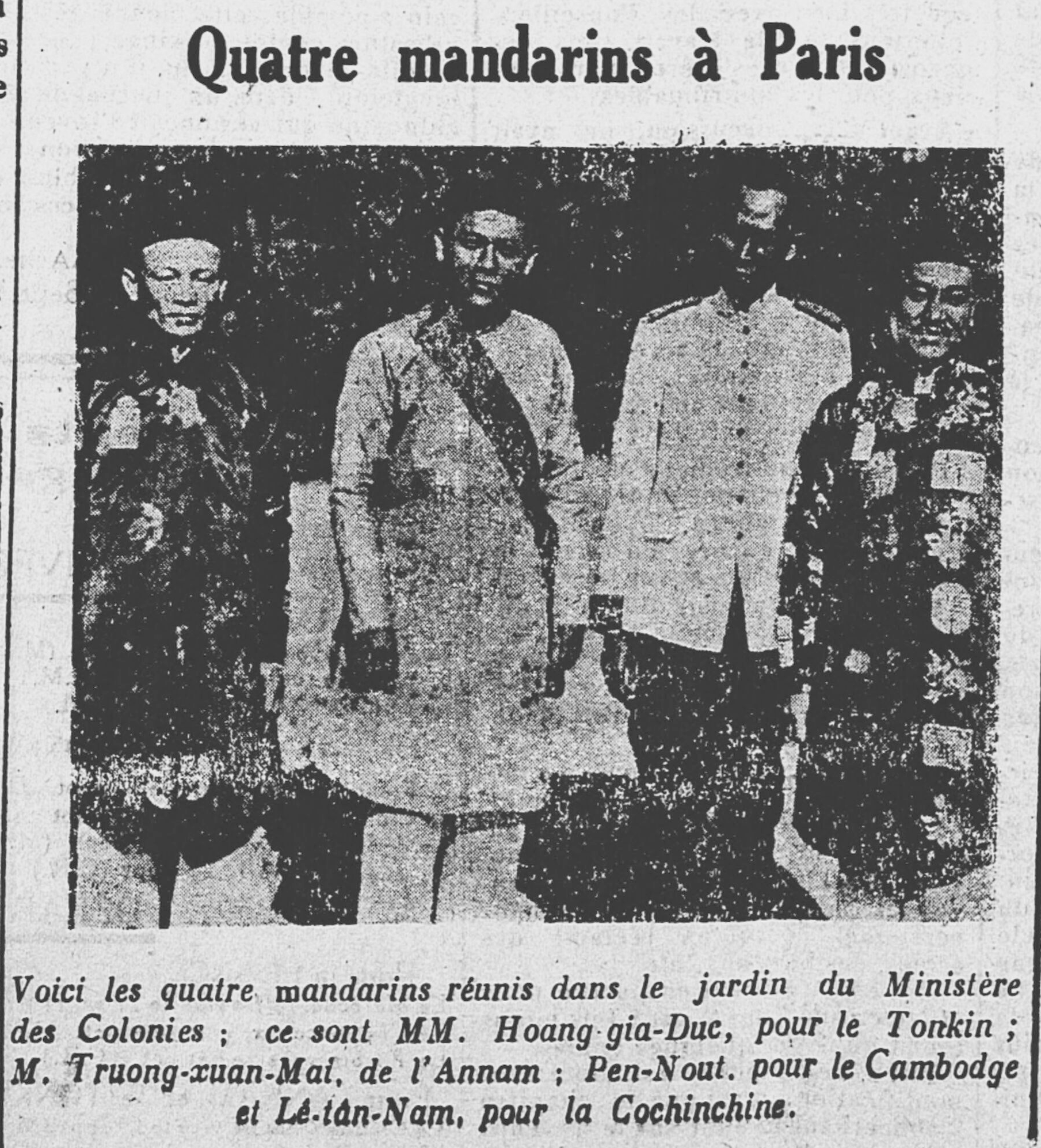
1938年在巴黎時的黎進稔（左二）

1921年，黎進稔進入行政服務領域，此後大部分時間在交趾支那工作，1938年至1939年間在巴黎服務於殖民部。
1945年底任新安省省長。
1952年6月，黎進稔接替王光讓出任越南國司法總長。